# بوهومیل مودری
بوهومیل مودری (چکی: Bohumil Modrý؛ ۲۴ سپتامبر ۱۹۱۶ – ۲۱ ژوئیهٔ ۱۹۶۳) بازیکن هاکی روی یخ اهل چکسلواکی بود.
وی در مسابقات کشوری و بین‌المللی در مجموع برندهٔ ۲ مدال طلا، ۱ مدال نقره شده‌است.